# Jacques Thirion
Pour les articles homonymes, voir Thirion.
Jacques Thirion, né le 24 juillet 1926 à Saint-Dié et mort le 19 mars 2007 à Paris, est un historien, spécialiste de l'art médiéval et de la Renaissance.

## Biographie
De formation chartiste, Jacques Thirion suit ensuite un enseignement à la section supérieure de l'École du Louvre, et boucle sa formation avec deux années à l'Institut d'art et d'archéologie. Sa thèse porte sur les rapports entre la gravure internationale et le mobilier français de la Renaissance.
Étudiant à l'école du Louvre, il commence en parallèle sa carrière comme attaché de conservation au Cabinet des Estampes de la Bibliothèque nationale. Conservateur aux Archives nationales, il inaugure la publication de la Série N du catalogue des cartes, plans et dessins d'architecture de Paris et du département de la Seine.
Il travaille ensuite aux Musées de Nice dont il sera le directeur de 1958 à 1964. Il revient alors à Paris, au département des sculptures du Musée du Louvre qu'il dirige jusqu'en 1973, enseigne à l'École du Louvre, puis à l'École nationale des chartes.
Ses travaux portent sur la sculpture monumentale, l'architecture médiévale et sur les rapports entre la gravure et le mobilier. Il était membre de nombreuses sociétés savantes.

## Travaux
Jacques Thirion joue un rôle important dans l'histoire de l'art médiéval et de la Renaissance
En 1970, il publie une étude, Les plus anciennes sculptures de Notre-Dame de Paris, qui avance que la date de construction du portail Sainte-Anne de la Cathédrale Notre-Dame de Paris est antérieure à la dernière reconstruction de la cathédrale. Cette déduction est validée par des fouilles archéologiques 7 ans plus tard.

## Publications
- Les plus anciennes sculptures de Notre-Dame de Paris, Comptes-rendus des séances de l'Académie des inscriptions et belles-lettres, 1970
- Le portail Sainte-Anne à Notre-Dame de Paris, Cahiers de la Rotonde
- L’Abbaye de Saint-Évroult en-Ouche (Orne), Rouen, C.R.D.P., 1980